# Schäkel (Maßeinheit)
Die Maßeinheit Schäkel, auch Kettenlänge wird als Längenmaß in der Schifffahrt verwendet. Ankerketten bestehen aus mehreren Teilen, die mit Kenterschäkeln miteinander verbunden werden. Bei jedem Ankern wird die Anzahl der genutzten Kettenlängen der jeweiligen Wassertiefe und der Bodenbeschaffenheit des Ankergrunds angepasst.
Die Kettenlängen, kurz Schäkel, waren international recht unterschiedlich. So galten für einen Schäkel diese verschiedenen Werte:
- Deutschland 25 Meter oder 13,7 Faden (engl.)
- England 21,95 Meter oder 12,0 Faden (engl.)
- Frankreich 30 Meter oder 16,1 Faden (engl.)
- Italien 27,44 Meter oder 15 Faden (engl.)
- Österreich 25 Meter oder 13,7 Faden (engl.)